# جک هدلی
جک هدلی (به انگلیسی: Jack Hedley) (زاده ۲۸ اکتبر ۱۹۳۰) بازیگرانگلیسی است.
از فیلم‌ها و سریال‌های معروف او می‌توان به بازی در فقط بخاطر چشمان تو و بازداشتگاه کلدیتز اشاره کرد.